# Indonesia Stock Exchange
Pour les articles homonymes, voir IDX.
L’Indonesia Stock Exchange (indonésien : Bursa Efek Indonesia, IDX) est une bourse des valeurs basée à Jakarta, en Indonésie. Elle était auparavant connue sous le nom de Bourse de Djakarta (JSX), avant sa fusion en 2007 avec le Surabaya Stock Exchange (SSX). Fin 2012, l'Indonesia Stock Exchange cotait 462 compagnies, pour une capitalisation totale de 426,78 milliards de dollars.

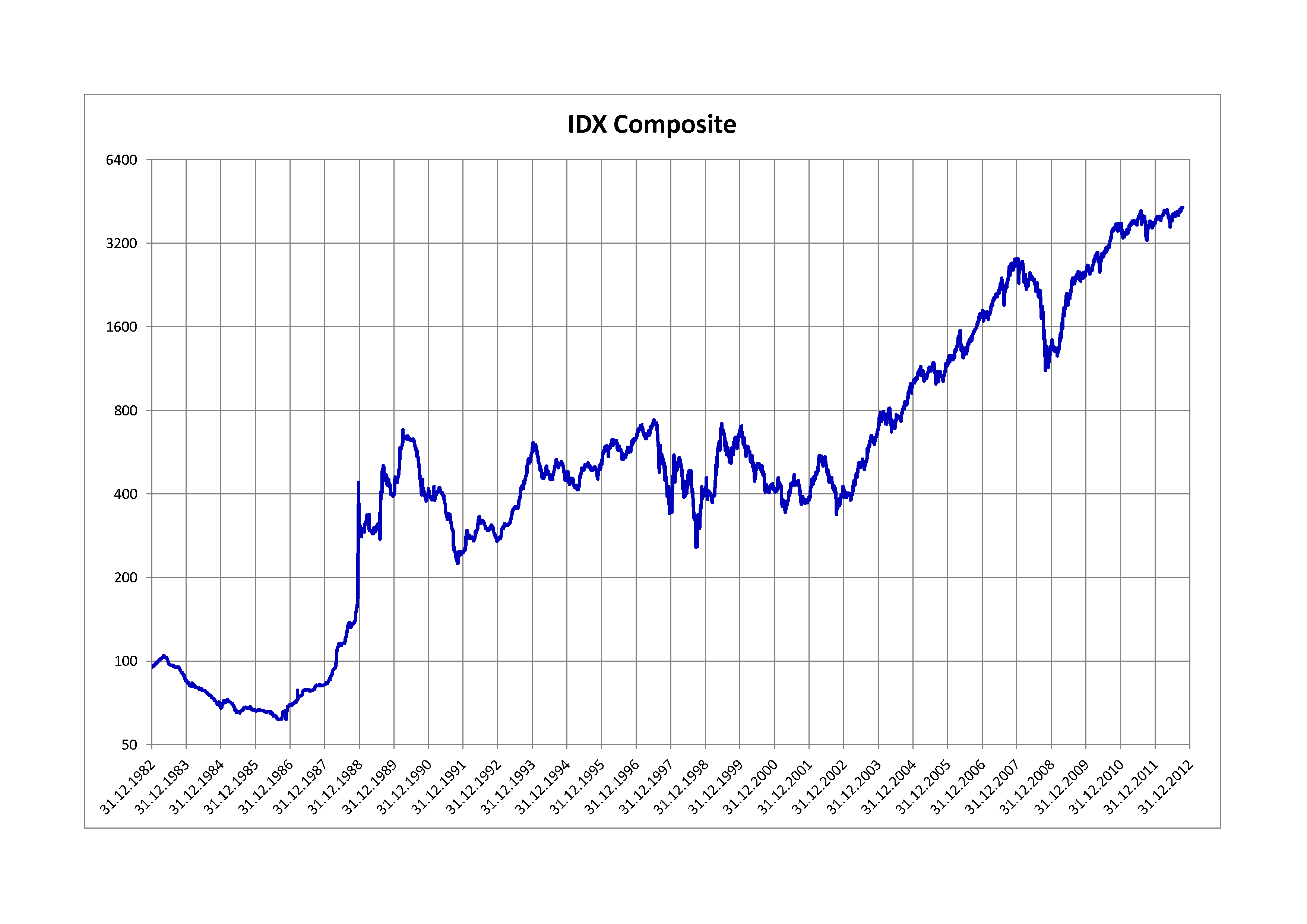
Évolution de l'IDX Composite (JSX Composite avant 2007) entre 1982 et 2012. Les impacts de la crise économique asiatique et de la crise financière de 2008 sont visibles.

Son principal indice, l'IDX Composite, a culminé le 27 mars 2013, avec 4 928,102 points.

## Histoire
Créé en 1912 sous le gouvernement colonial néerlandais, la Bourse de Djakarta a fermé pendant la Première et la Seconde Guerre mondiale, pour ne rouvrir qu'en 1977. À cette date, elle était dirigée par la nouvelle Agence de supervision du marchés de capitaux (Badan Pengawas Pasar Modal, ou Bapepam), qui dépendait du ministère des finances. Les échanges et la capitalisation ont cru en même temps que se développaient en Indonésie les marchés financiers et le secteur privé - avec une bulle financière en 1990.
Le 13 juillet 1992, la bourse a été privatisée, devenant la propriété de Jakarta Exchange Inc. La Bapepam a été réduite à des fonctions de surveillance. Le 22 mars 1995 a été lancé un système de cotation automatique, le Jakarta Automated Trading System (JATS).
En septembre 2007, la bourse de Djakarta et celle de Surabaya ont été fusionnées par le ministère des finances sous le nom d'Indonesia Stock Exchange. Son siège actuel se trouve dans le sud de Jakarta, dans le quartier d'affaires de Sudirman, près du centre commercial Pacific Place Jakarta.